# Мистенгет
Мистенгет (фр. Mistinguett), или Мистангет, настоящее имя — Жанна-Флорентина Буржуа (фр. Jeanne Florentine Bourgeois); 5 апреля 1875, Ангьен-ле-Бэн — 5 января 1956, Буживаль), — французская певица, актриса кино, клоунесса-конферансье.

## Биография
Жанна-Флорентина Буржуа, дочь 30-летнего разнорабочего Антуана Буржуа и 21-летней портнихи Жанет Дебре, родилась 5 апреля 1875 года в Ангиен-ле-Бене, недалеко от Парижа. В возрасте 10 лет она дебютировала на сцене под псевдонимом Мисс Эльет (Miss Helyett), который затем сменила на псевдоним Мисс Тенгетт (Miss Tinguette) и затем на Мистенгет (фр. Mistinguett, также иногда неверно передаётся как Мистангет).
В 1894 году без особого успеха дебютировала в парижском театре-варьете «Трианон», а в 1897 году — в кабаре «Эльдорадо», где выступала как комедийная исполнительница с очень запоминающейся пластикой, несколько дёрганной, эпилептичной и выразительной мимикой.
В 1908 году Мистенгет дебютировала в кинематографе в фильме «След, или Красная рука» («L’Empreinte ou La main rouge»). Всего она до 1936 года снялась более чем в 60 фильмах, в том числе в голливудской версии романа Виктора Гюго «Отверженные» (1912), у таких режиссёров, как Альбер Капеллани, Кристиан-Жак и др.

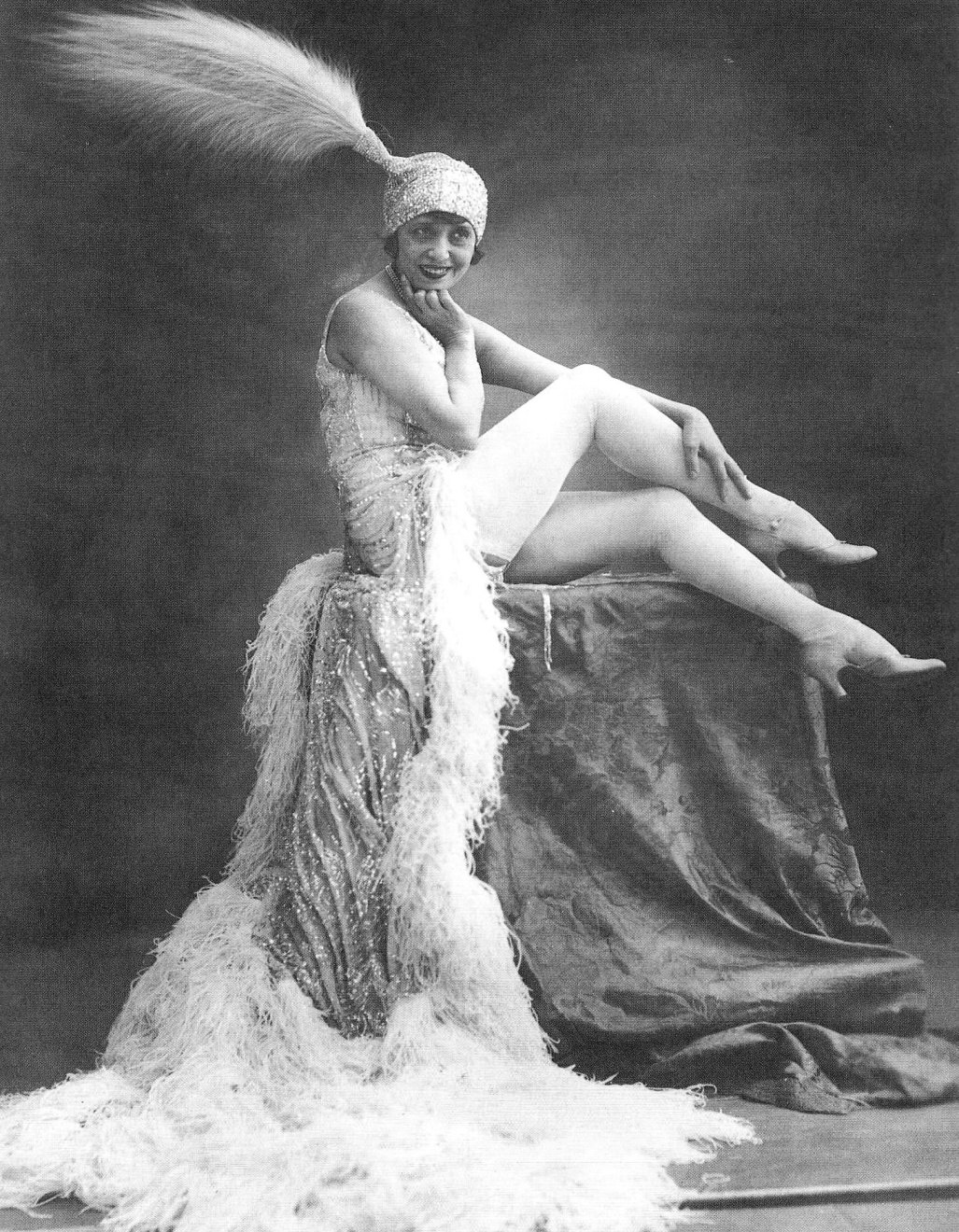
В Мулен-Руж, 1911 год.

В 1909 году Макс Дирли выбрал её для своего шоу в кабаре «Мулен Руж». В 1911 году Мистенгет начала выступать в «Фоли-Бержер» в паре с Морисом Шевалье (их любовный роман продолжался 10 лет, во время Первой мировой она сумела освободить его, раненого, из немецкого плена). С 1918 года — выступает в «Казино де Пари». С этого времени Мистенгет участвовала в больших ревю-опереттах, таких как «Танцующий Париж» и «Да, это Париж», где, кроме самой Мистенгет, участвовали Жан Габен, Лино Каренцо, Эрл Лесли, Жорж Гетари и др.

Плакат. Даниэль де Лоскес, 1911

Её называли «королевой парижского Мюзик-холла». Ей довелось придумать огромные головные уборы из перьев, ставшие атрибутом кабаре во всем мире, а также популярный жест в виде неторопливого спуска по лестнице к публике. В 1919 году ноги Мистенгет — «самые красивые ноги Парижа» — были застрахованы на огромную по тем временам сумму в 500 000 французских франков.
Она стали известной благодаря песне «Mon Homme» (с фр. — «Мой мужчина»), которую она исполнила в «Фоли-Бержер» после расставания с Морисом Шевалье. Мистенгет была первой, кто исполнил песню Ça c’est Paris (с фр. — «Это Париж»), которую писатель Жак Шарль назвал «гимном парижан».
Хотя она никогда не выходила замуж, у неё был сын Леопольдо Жуан де Лима и Сильва (Léopoldo João de Lima e Silva). Также она поддерживала романтические отношения с актёром Морисом Шевалье, который был младше её на 13 лет.

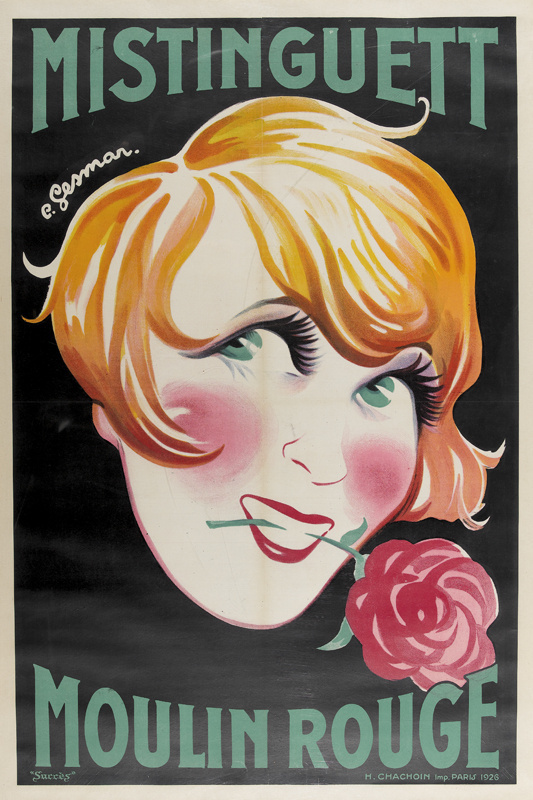
Портрет Мистенгет на афише кабаре «Мулен Руж». Шарль Гесмар, 1926

С 1925 по 1929 год Мистенгет была художественной руководительницей кабаре «Мулен Руж».
В 1951 году Мистенгет покинула сцену, выпустив три года спустя книгу мемуаров «Вся моя жизнь» («Toute ma vie», в 2-х томах).
Умерла Мистенгет 5 января 1956 года в возрасте 80 лет.

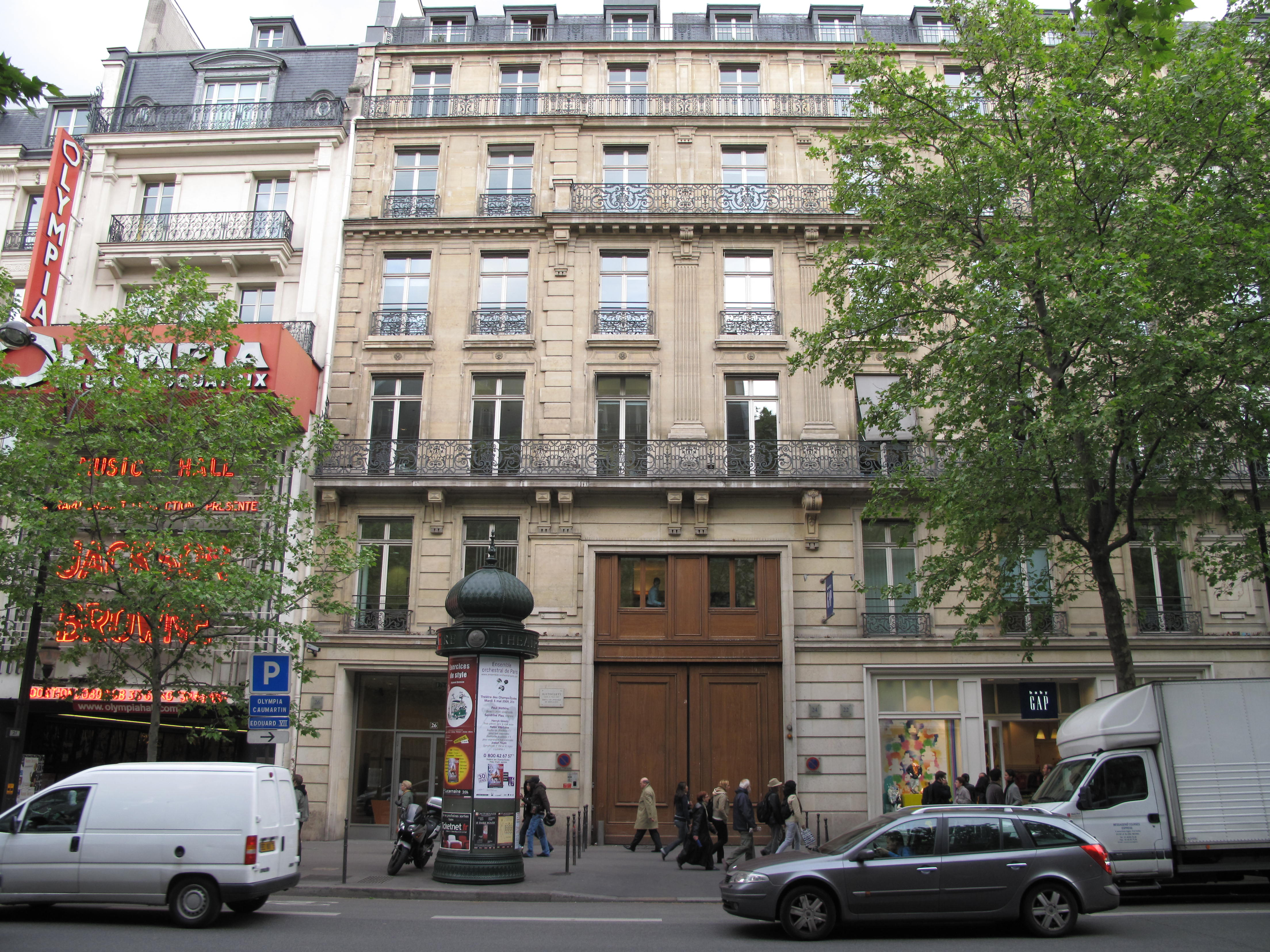
Дом на парижском бульваре Капуцинок, где Мистенгетт прожила последние полвека своей жизни; левее — концертный зал «Олимпия», где она не раз выступала

## Из мыслей Мистенгет
- Поцелуй может быть запятой, это может быть знак вопроса или восклицательный знак. Это самая важная проверка орфографии, которую должна знать любая женщина.
- К счастью, есть еще на свете счастливые люди, обычные люди, которые честно зарабатывают, любят своих жен и детей. Остальные все хвастуны.

## Образ в искусстве
- Спектакль Мистенгетт, последнее ревю поставил в «Опера-Комик» Жером Савари (2001), в главной роли выступила актриса, танцовщица и певица Лилиана Монтевекки.

- В 2014 году продюсеры Альбер Коэн, Жан-Мари Фурнье и Одри Саэн поставили мюзикл Мистенгетт, королева безумных годов, с Кармен Мария Вегой в главной роли. В 2015 году постановка была номинирована на премию Хрустальный глобус как лучший мюзикл, но награду получили Шербурские зонтики.